# Ariadna crassipalpus
Espèce
Synonymes
- Dysdera crassipalpus Blackwall, 1863

Ariadna crassipalpus est une espèce d'araignées aranéomorphes de la famille des Segestriidae.

## Distribution
Cette espèce est endémique du Brésil. Elle se rencontre dans les États de Rio de Janeiro de São Paulo de Santa Catarina et du Rio Grande do Sul.

## Description
Le mâle décrit par Giroti et Brescovit en 2018 mesure 7,28 mm et la femelle 14,48 mm, les mâles mesurent de 5,84 à 8,72 mm et les femelles de 10,96 à 14,8 mm.

## Systématique et taxinomie
Cette espèce a été décrite sous le protonyme Dysdera crassipalpus par Blackwall en 1863. Elle est placée dans le genre Ariadna par Mello-Leitão en 1947.

## Publication originale
- Blackwall, 1863 : « Description of newly discovered spiders captured in Rio de Janeiro, by John Gray and the Rev. Hamlet Clark (continued). » The Annals and magazine of natural history, sér. 3, vol. 11, p. 29-45 (texte intégral).